# Clidemia scopulina
Clidemia scopulina är en tvåhjärtbladig växtart som först beskrevs av Townshend Stith Brandegee, och fick sitt nu gällande namn av Louis Otho Otto Williams. Clidemia scopulina ingår i släktet Clidemia och familjen Melastomataceae. Inga underarter finns listade i Catalogue of Life.